# Pectinaleyrodes
Pectinaleyrodes is een geslacht van halfvleugeligen (Hemiptera) uit de familie witte vliegen (Aleyrodidae), onderfamilie Aleyrodinae.
De wetenschappelijke naam van dit geslacht is voor het eerst geldig gepubliceerd door Bink-Moenen in 1983. De typesoort is Aleuroplatus triclisiae.

## Soorten
Pectinaleyrodes omvat de volgende soorten:
- Pectinaleyrodes culcasiae (Cohic, 1969)
- Pectinaleyrodes silvaticus (Cohic, 1969)
- Pectinaleyrodes triclisiae (Cohic, 1966)